# Chao (saludo)
Chao o chau (en italiano ciao) es un saludo o despedida informal característico del idioma italiano y originario del idioma véneto, del cual fue adoptado. En el italiano moderno y en otras lenguas se usa indistintamente como «hola» o «adiós».
Gracias a las migraciones de población italiana del siglo XIX fue incorporado por varias lenguas y bajo formas similares, entre ellas español, serbio, lituano, portugués, francés, inglés, alemán, húngaro, checo, eslovaco, etc.

## Etimología
En la lengua española, se emplea para significar «adiós», de una manera más informal que un «hasta luego», y es generalmente utilizada para despedirse de un amigo/a o persona de confianza.
Su origen proviene del nombre que los bizantinos daban a sus enemigos, los pueblos eslavos, durante la Alta Edad Media, con el significado de persona de servidumbre (puesto que los bizantinos cuando capturaban a un eslavo, lo solían reducir a la servidumbre). Debido a la gran influencia que el Imperio bizantino ejerció sobre la región italiana del Véneto, allí se formó la frase veneciana s'ciàvo vostro o simplificada como s-ciào vostro, la cual se interpreta como 'siervo o esclavo suyo' (equivalente a la forma cortesana «vuestro servidor»). Pese a su procedencia, este saludo era utilizado sin distinción de clases sociales.
Actualmente, en algunos países de habla hispana, la expresión chao, y su variante chau, entre signos de admiración también significa una expresión de sorpresa quizás imitando a la interjección «wow» («¡guau!») de origen inglés.
En Argentina, Paraguay y Uruguay, la palabra italiana ciao se pronuncia y escribe como se pronuncia, chau, y casi siempre significa un saludo de despedida que muchas veces es acompañado mímicamente con un meneo de la mano diestra levantada sobre los hombros —esto es a la inversa de la mímica del saludo en Italia, puesto que allí la mímica con el meneo y abrir y cerrar de la mano corresponde al saludo de encuentro que en español se dice hola, ya que en Argentina se ha equilibrado el saludo italiano ciao=chau en cuanto a saludo de despedida y el saludo español ¡hola! en cuanto a saludo de encuentro. Esto es: este continente chao o chau  tiene como significado el de despedida, prácticamente equivale a un «adiós».
Mucho más recientemente, desde fines del siglo XX, en Argentina y Uruguay, la palabra derivada en interjección como ¡chau! entre algunos individuos y según el contexto también sirve como exclamación (especialmente de sorpresa), en tal caso casi equivaliendo (esto facilitado por la paronomasia) a la interjección ¡che!.
En países como Costa Rica, Colombia, Chile, Perú, Venezuela la despedida más común es la de «Chao» en lugar del «Chau» rioplatense. En Bolivia, chao o chau no se usa como saludo, y solo en despedidas no formales. 
El término original ciao aún existe en veneciano y en los dialectos de la región de Véneto. Es utilizado igualmente como exclamación o para expresar resignación en los dialectos bergamasco, bresciano y tesinés (Suiza italiana). Esta acepción de resignación e incluso de claudicación, equiparable al «adiós» español, se encuentra asimismo junto a la expresión de saludo en países y regiones de Brasil que recibieron una importante inmigración italiana.
La palabra se difundió por todo el mundo a través de la inmigración italiana y es una de las palabras de origen italiano más usadas en todo el mundo a pesar de nacer como un modismo local. Se emplea en una gran variedad de lenguas además del chao o chau sudamericano y todas sus derivaciones.

## Otros idiomas
La palabra chao, derivada del italiano ciao, tiene otras variaciones en varios idiomas:
- Alemán (tschau)
- Checo y eslovaco (čau)
- Esperanto (ĉaŭ)
- Francés (tchao)
- Húngaro (csáo)
- Portugués (tchau o chau)
- Lituano (čiau)
- Español (chao)